# Pristoceuthophilus gaigei
Pristoceuthophilus gaigei is een rechtvleugelig insect uit de familie grottensprinkhanen (Rhaphidophoridae). De wetenschappelijke naam van deze soort is voor het eerst geldig gepubliceerd in 1925 door Hubbell.